# Margarete Matt
Margarete Matt (* 30. Juni 1912 in Speicher; † 11. Mai 2003 in Birsfelden) war eine Schweizer Tapisserie-Künstlerin.

## Leben und Werk
Margarete Matt, geborene Kobler, wuchs in einer Textilhandwerkerfamilie auf und erlernte als Kind die Appenzeller Stickerei. Zudem half sie in Heimarbeit den erwachsenen Stickerinnen.

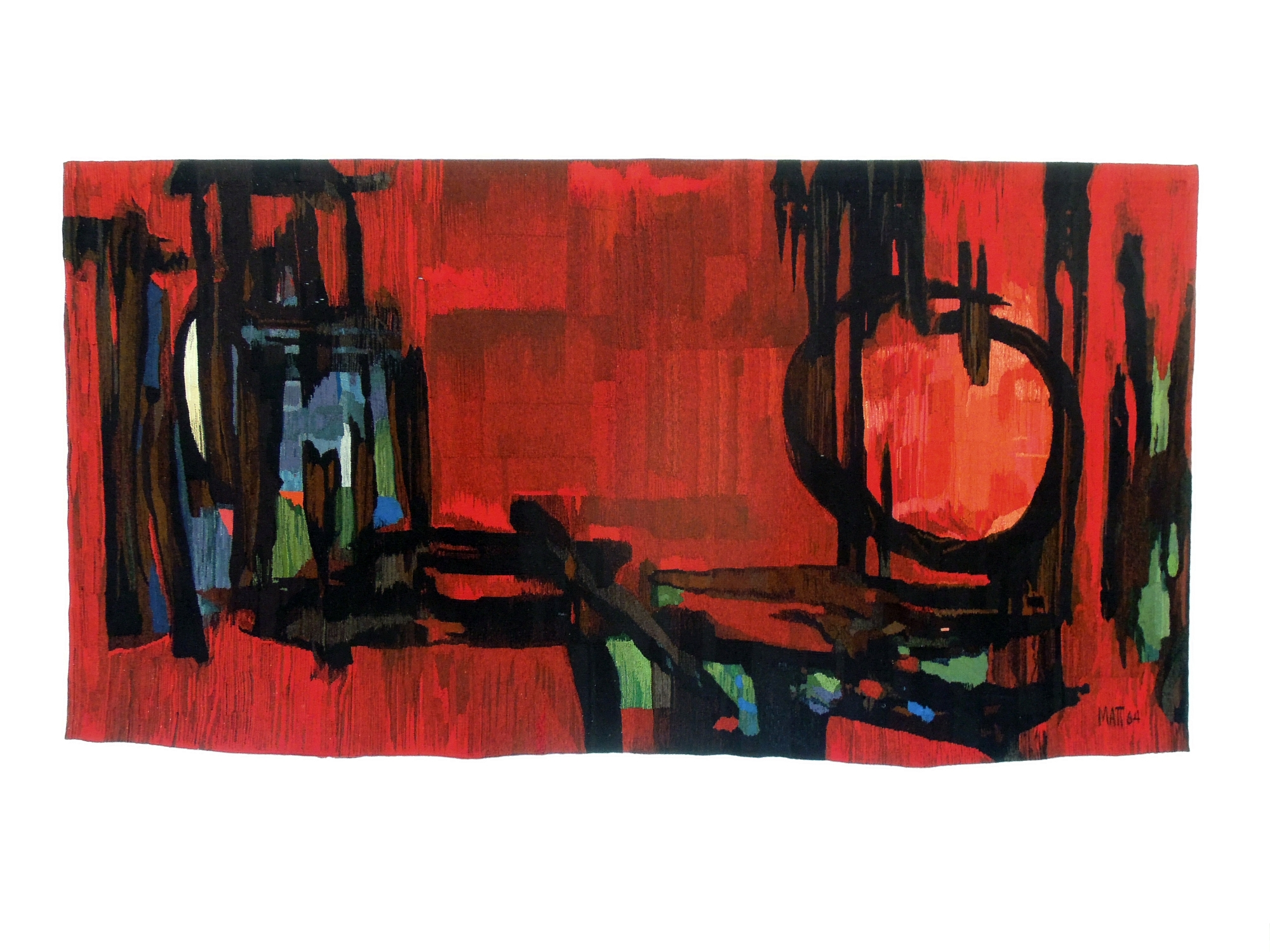
Wandteppich, 1964–1966. Die Schöpfung. Am Anfang schuf Gott den Himmel und die Erde, Kirchgemeindehaus Münchenstein

In Genf absolvierte sie die Handelsschule und war anschliessend als Direktionssekretärin tätig. In Genf leitete sie von 1939 bis 1945 die Abteilung für den Polnischen Zivildienst am Internationalen Roten Kreuz.
Kobler heiratete den Lehrer, Maler und Glasmaler Georg Matt und lebte mit ihm und ihrem gemeinsamen Sohn in Birsfelden. Von 1947 bis 1952 besuchte sie die Allgemeine Gewerbeschule Basel und belegte die Kurse Weben, Textiltheorie, Textilzeichen und figürliches Zeichnen. In der Folge bildete sie sich an verschiedenen Webstuhltypen, in Webtechniken und verschiedensten Materialien weiter.
Ihre ersten Arbeiten entstanden auf einem kleinen Haut-Lisse-Webstuhl in der Wohnstube. 1961 konnte sie im ausgebauten Dachstock ihr Atelier beziehen und mit einem grossen Haute-Lisse-Webstuhl arbeiten. In ihren Gobelins setzte sie die Entwürfe ihres Mannes um.
Der eigentliche kreative Akt lag für sie nicht in den Entwürfen, sondern in deren Umsetzung. So benannte sie ihr eigenes Schaffen «Fabulieren». Eine ihrer bedeutendsten Tapisserien (1964–1966) ist der von ihrem Mann entworfene und von ihr ausgeführte Wandteppich «Die Schöpfung. Am Anfang schuf Gott den Himmel und die Erde». Dieser ist im Vorraum des reformierten Gemeindehauses in Münchenstein zu sehen.
Das bedeutende Œuvre der Basler Tapisserie-Künstlerin Margarete Matt wurde 1994 nach 45 Schaffensjahren erstmals in einer Retrospektive gewürdigt und in einer Monografie mit Werkverzeichnis vollständig dokumentiert.

## Ausstellungen
- 1966: Moderne Bildteppiche, Kunstverein Binningen
- 1989: mit Georg Matt. Galerei bel-étage im Schweizerischen Bankverein
- 1994: Einzelausstellung im Dorfmuseum Birsfelden